# .ls
Pour les articles homonymes, voir LS.
.ls est le domaine de premier niveau national (country code top level domain : ccTLD) réservé au Lesotho.